# キエンサー郡
座標: 北緯8度50分27秒 東経99度11分39秒 / 北緯8.84083度 東経99.19417度
キエンサー郡（キエンサーぐん）はタイ南部・スラートターニー県にある郡（アムプー）である。

## 名称
元々、中国人がターピー川を船（サー）遡航してこの地までやってきて、牛車（クウィエン）で取引にやってくる地元の人と商売した。このため、この地区はクウィエンサー (เกวียนซา) と呼ばれていたがそれがなまってキエンサーと呼ばれるようになった。

## 歴史
1970年12月15日、バーンナーサーン郡からタムボン・キエンサーとタムボン・プワンプロムコーンが分離し分郡（キンアムプー）として成立した。1974年4月1日、郡（アムプー）に昇格した。

## 地理

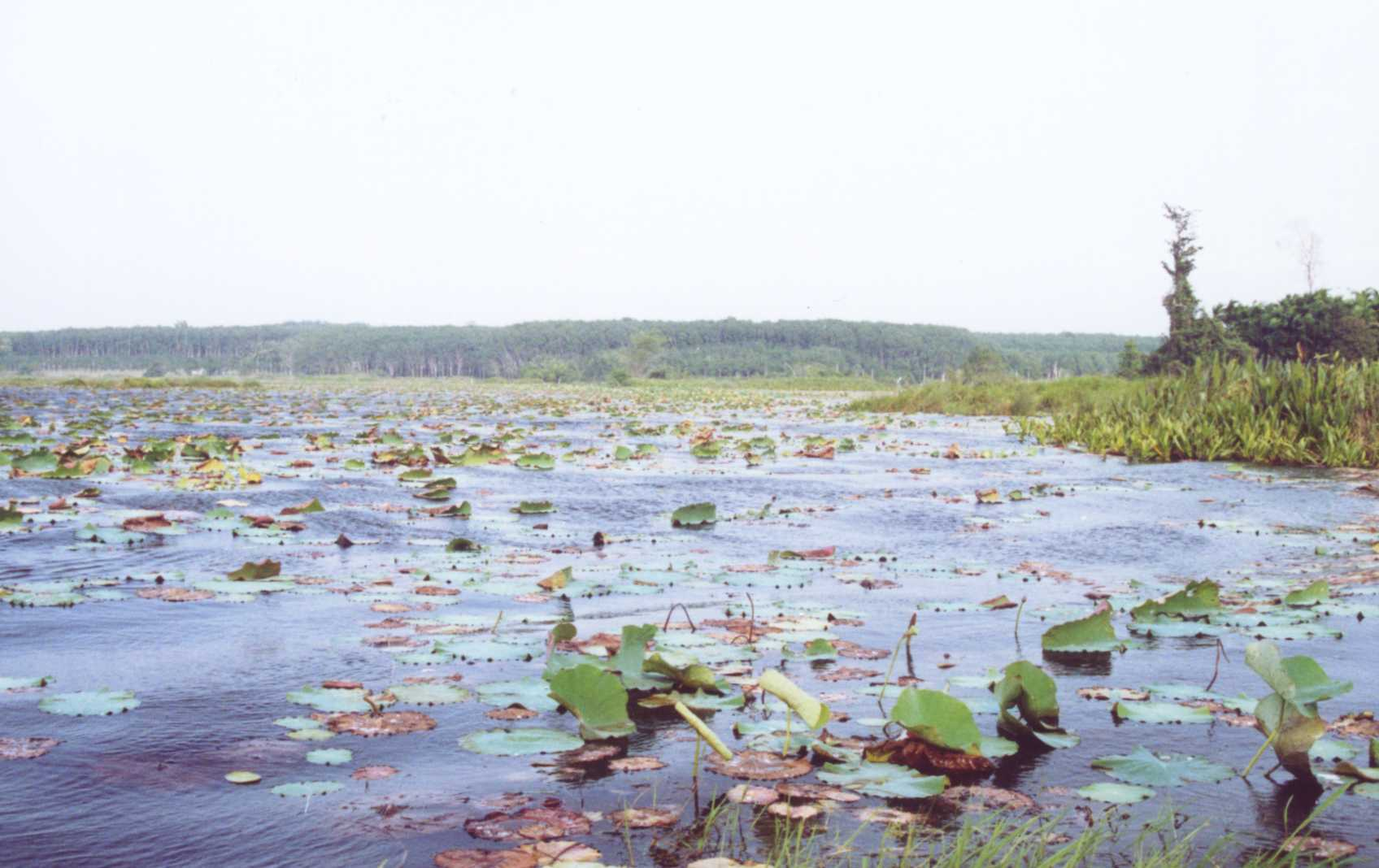
ノーントゥントーン禁漁区

郡の東にターピー川が流れており郡の東の境界線となっている。この、ターピー川は郡内の重要な水源となっている。郡内のほとんどの領域は農業用に使われているが、ターピー川沿いの沼地は一部がノーントゥントーン禁漁区として保護されている。郡東部はやや山がちになっている。
交通は国道44号線が南西から北東に通っており、南西にアーオルック方面、北東にカーンチャナディット方面とつながっている。国道4219号線が東西に通っており東にバーンナードゥーム郡、西に国道4246号線とつながっておりバーンタークン方面とつながっている。

## 経済
郡内の主要な産業は農業と商業である。農業ではパラゴムノキ、ヤシ、コーヒーノキが生産されている。

## 行政区分

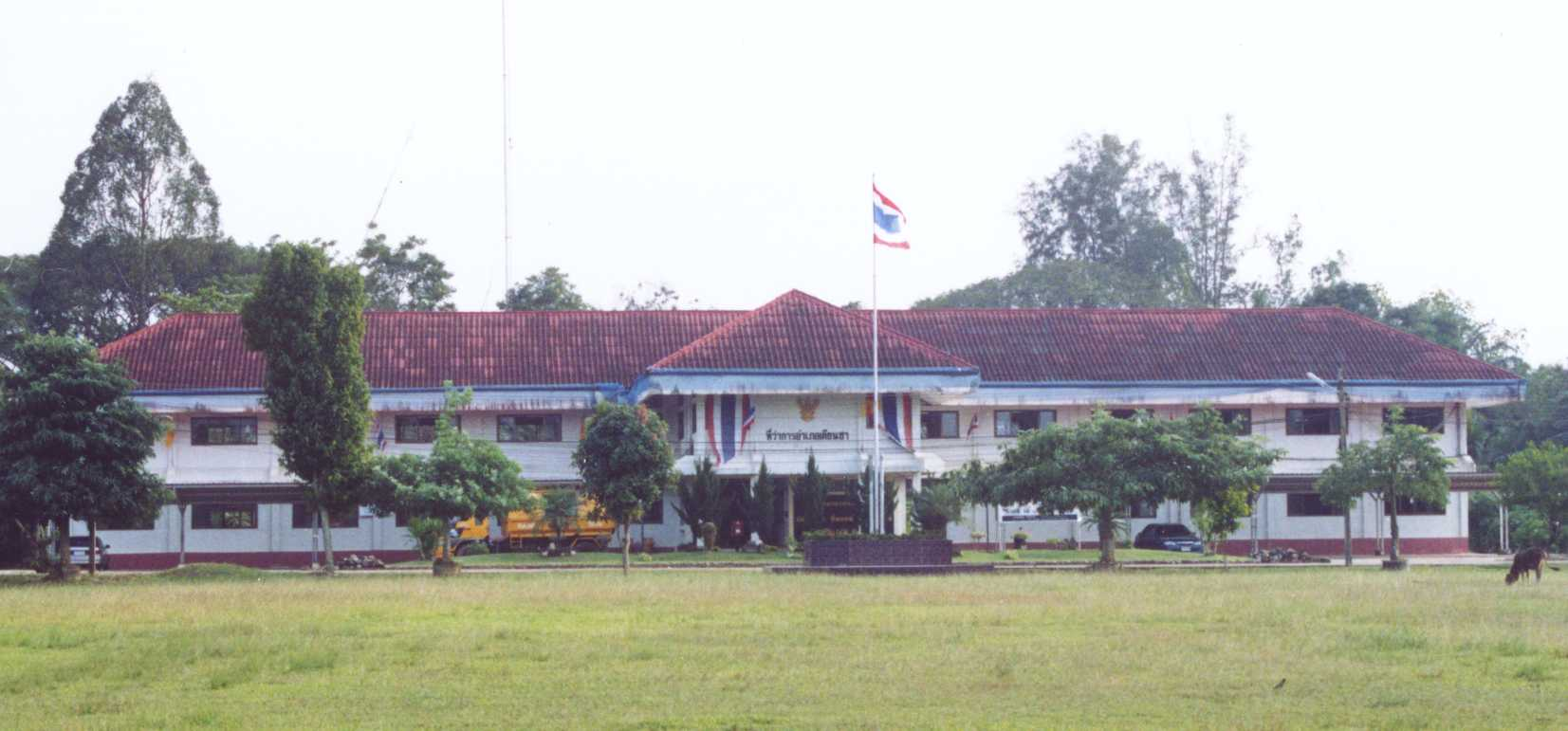
郡庁舎

郡は5のタムボンに分かれ、さらにその下位に52の村（ムーバーン）がある。自治体（テーサバーン）があり、以下のようになっている。
- テーサバーンタムボン・キエンサー・・・タムボン・キエンサーの一部

また、郡内には4つのタムボン自治体がある。
| 1. タムボン・キエンサー・・・ตำบลเคียนซา 2. タムボン・プワンプロムコーン・・・ตำบลพ่วงพรมคร 3. タムボン・カオトーク・・・ตำบลเขาตอก 4. タムボン・アランヤカームワーリー・・・ตำบลอรัญคามวารี 5. タムボン・バーンサデット・・・ตำบลบ้านเสด็จ | 郡内のタムボン |